# 県民ゴルフ場 (山形県)
県民ゴルフ場（けんみんゴルフじょう、Kenmin golf course）は、山形県最上郡舟形町にあるゴルフ場である。

## 概要
1998年10月10日開業。東北地方で初となる県営ゴルフ場である。

## コース情報
- コース規模
  - 18ホールズ
- パー：72
- 総ヤード数：6336Yds

## 施設案内
- クラブハウス
- レストラン
- お風呂

## 所在地
- 山形県最上郡舟形町長沢8067

## 営業期間
冬季は営業を休止している。

## アクセス
- 車
  - JR長沢駅から約5分。
  - 東北中央自動車道（尾花沢新庄道路）舟形ICから6km（約5分）[2]。
  - 山形空港から約40分[1]。